# Saint-Michel-de-Rieufret
Pour les articles homonymes, voir Saint-Michel.
Saint-Michel-de-Rieufret (Sent Miquèu de Riufred en occitan gascon) est une commune du Sud-Ouest de la France, située dans le département de la Gironde, en région Nouvelle-Aquitaine.
Elle appartient à la Communauté de communes Convergence Garonne.
Ses habitants sont appelés les Saint-Michelois.

## Géographie

### Localisation
Commune de l'aire d'attraction de Bordeaux et située dans la frange nord de la Haute-Lande-Girondine, en limite des Landes du Cernès, la commune fait partie du vignoble des Graves, mais la forêt domine le paysage. La topographie en est relativement plane et le sol est à dominante sableuse.
La commune de Saint-Michel-de-Rieufret se trouve à 29 km au sud-est de Bordeaux, chef-lieu du département, à 19 km au nord-ouest de Langon, chef-lieu d'arrondissement et à 7,5 km au sud-ouest de Podensac, ancien chef-lieu de canton.

### Communes limitrophes
Les communes limitrophes en sont Portets au nord, Arbanats au nord-nord-est sur environ 200 mètres, Virelade au nord-est, Illats à l'est, Landiras au sud, Saint-Morillon à l'ouest et Saint-Selve au nord-ouest.
| Saint-Selve    | Portets Arbanats         | Virelade |
| Saint-Morillon | Saint-Michel-de-Rieufret | Illats   |
|                | Landiras                 |          |

### Hydrographie
La commune est traversée par le Rieufret (de l'occitan gascon  riu freid, qui signifie ruisseau froid). Il prend sa source sur la commune de Cabanac-et-Villagrains entre Landiras et Guillos aux alentours du lac de Troupins et se jette dans la Garonne à Virelade. Sur la commune de Landiras, il se nomme Batijean, puis Ruisseau de la Fontaine de Manine . À partir du Pas Bordelais jusqu'à sa sortie de la commune il est le Rieufret, où il reçoit les eaux du Baradot et enfin en direction de Virelade jusqu'à sa confluence avec la Garonne il se nomme la Barboue.
Deux moulins à grains y étaient établis jusqu'au milieu du XXe siècle : le moulin de Manine sur la commune de Landiras, et le moulin de Barreyre sur la commune de Saint-Michel-de-Rieufret, aménagé sur un bief et dont subsistent quelques ruines.

### Climat
Pour des articles plus généraux, voir Climat de la Nouvelle-Aquitaine et Climat de la Gironde.
Historiquement, la commune est exposée à un climat océanique aquitain.  
En 2020, Météo-France publie une typologie des climats de la France métropolitaine dans laquelle la commune est exposée à un climat océanique et est dans la région climatique  Aquitaine, Gascogne, caractérisée par une pluviométrie abondante au printemps, modérée en automne, un faible ensoleillement au printemps, un été chaud (19,5 °C), des vents faibles, des brouillards fréquents en automne et en hiver et des orages fréquents en été (15 à 20 jours).
Pour la période 1971-2000, la température annuelle moyenne est de 13,1 °C, avec une amplitude thermique annuelle de 14,5 °C. Le cumul annuel moyen de précipitations est de 893 mm, avec 11,7 jours de précipitations en janvier et 7,3 jours en juillet. Pour la période 1991-2020, la température moyenne annuelle observée sur la station météorologique la plus proche, située sur la commune de Sauternes à 12,26 km à vol d'oiseau, est de 0,0 °C et le cumul annuel moyen de précipitations est de 0,0 mm,. Pour l'avenir, les paramètres climatiques de la commune estimés pour 2050 selon différents scénarios d’émission de gaz à effet de serre sont consultables sur un site dédié publié par Météo-France en novembre 2022.

## Urbanisme

### Typologie
Au 1er janvier 2024, Saint-Michel-de-Rieufret est catégorisée commune rurale à habitat dispersé, selon la nouvelle grille communale de densité à sept niveaux définie par l'Insee en 2022.
Elle est située hors unité urbaine. Par ailleurs la commune fait partie de l'aire d'attraction de Bordeaux, dont elle est une commune de la couronne,. Cette aire, qui regroupe 275 communes, est catégorisée dans les aires de 700 000 habitants ou plus (hors Paris),.

### Occupation des sols

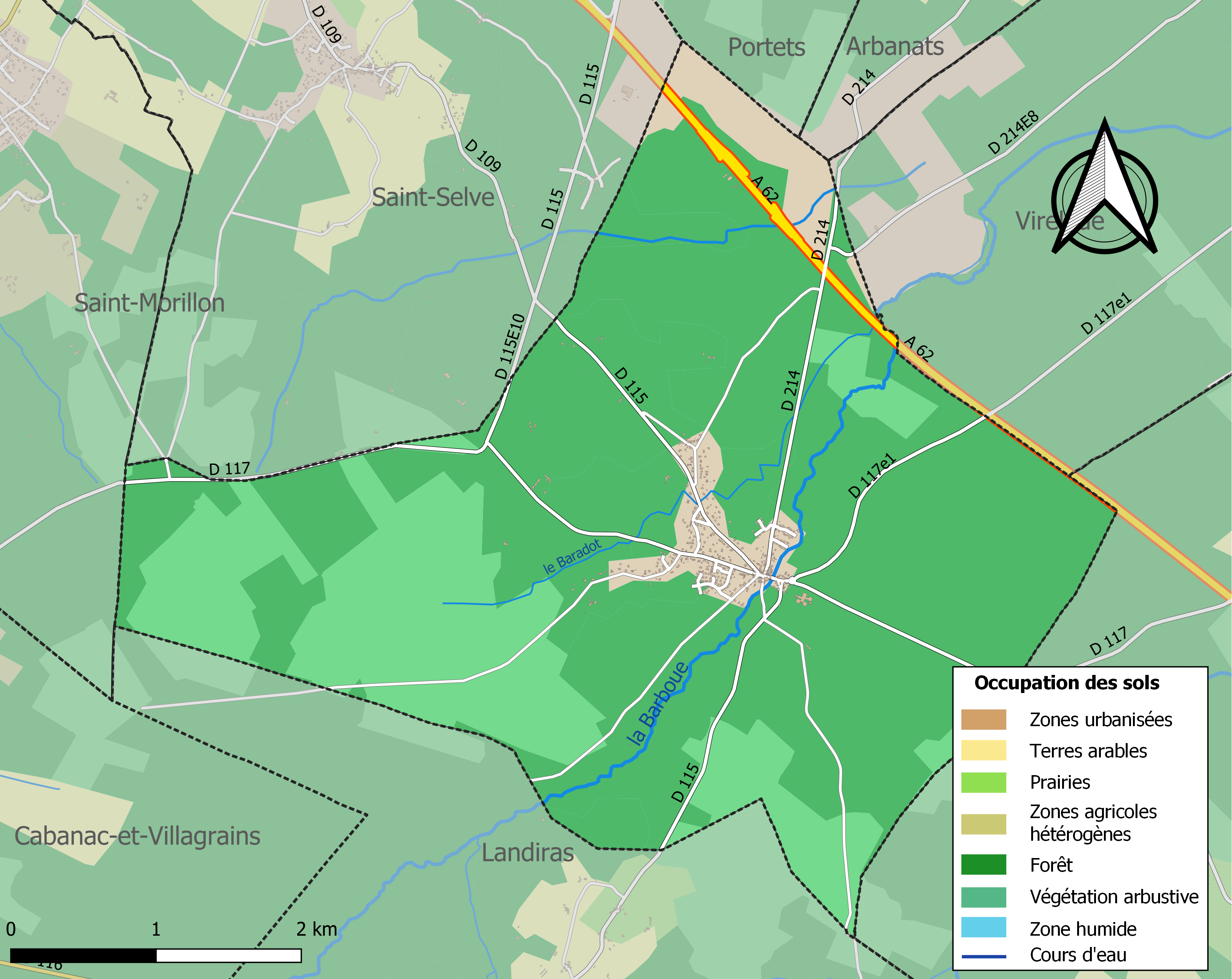
Carte des infrastructures et de l'occupation des sols de la commune en 2018 (CLC).

L'occupation des sols de la commune, telle qu'elle ressort de la base de données européenne d’occupation biophysique des sols Corine Land Cover (CLC), est marquée par l'importance des forêts et milieux semi-naturels (93,8 % en 2018), en diminution par rapport à 1990 (97 %). La répartition détaillée en 2018 est la suivante : 
forêts (70,3 %), milieux à végétation arbustive et/ou herbacée (23,6 %), zones urbanisées (3,2 %), mines, décharges et chantiers (2,9 %). L'évolution de l’occupation des sols de la commune et de ses infrastructures peut être observée sur les différentes représentations cartographiques du territoire : la carte de Cassini (XVIIIe siècle), la carte d'état-major (1820-1866) et les cartes ou photos aériennes de l'IGN pour la période actuelle (1950 à aujourd'hui).

### Voies de communication et transports
Les principales routes départementales traversant le village sont la route départementale D109 qui mène à Saint-Selve au nord-ouest et à Illats au sud-est, la route départementale D115 qui mène à Portets vers le nord et à Guillos vers le sud-sud-ouest en permettant de rejoindre la route départementale D116 qui conduit à Landiras au sud, la route départementale D117 qui mène à Cabanac-et-Villagrains vers l'ouest-sud-ouest et à Cérons vers l'est, la route départementale D124 qui mène à Arbanats vers le nord-nord-est et la route départementale D117e1 qui mène à Podensac vers le nord-est.
L'accès le plus proche à l'autoroute A62 (Bordeaux-Toulouse), dite autoroute des deux Mers et qui traverse le nord du territoire communal, est le no 2, dit de Podensac, qui est distant de 7 km par la route vers le sud-est.
L'accès no 1, dit de Bazas, à l'autoroute A65 (Langon-Pau) se situe à 31 km vers le sud-est.
Les gares SNCF les plus proches sont celle d'Arbanats, distante de 7 km par la route vers le nord et celle de Podensac, distante de 7,5 km par la route vers le nord-est, sur la ligne Bordeaux - Sète du TER Nouvelle-Aquitaine. Sur la même ligne, la gare de Langon proposant plus de trafic se trouve à 19 km vers le sud-est.

### Risques majeurs
Le territoire de la commune de Saint-Michel-de-Rieufret est vulnérable à différents aléas naturels : météorologiques (tempête, orage, neige, grand froid, canicule ou sécheresse), feux de forêts et séisme (sismicité très faible). Un site publié par le BRGM permet d'évaluer simplement et rapidement les risques d'un bien localisé soit par son adresse soit par le numéro de sa parcelle.
Saint-Michel-de-Rieufret est exposée au risque de feu de forêt. Depuis le 20 avril 2016, les départements de la Gironde, des Landes et de Lot-et-Garonne disposent d’un règlement interdépartemental de protection de la forêt contre les incendies. Ce règlement vise à mieux prévenir les incendies de forêt, à faciliter les interventions des services et à limiter les conséquences, que ce soit par le débroussaillement, la limitation de l’apport du feu ou la réglementation des activités en forêt. Il définit en particulier cinq niveaux de vigilance croissants auxquels sont associés différentes mesures,.

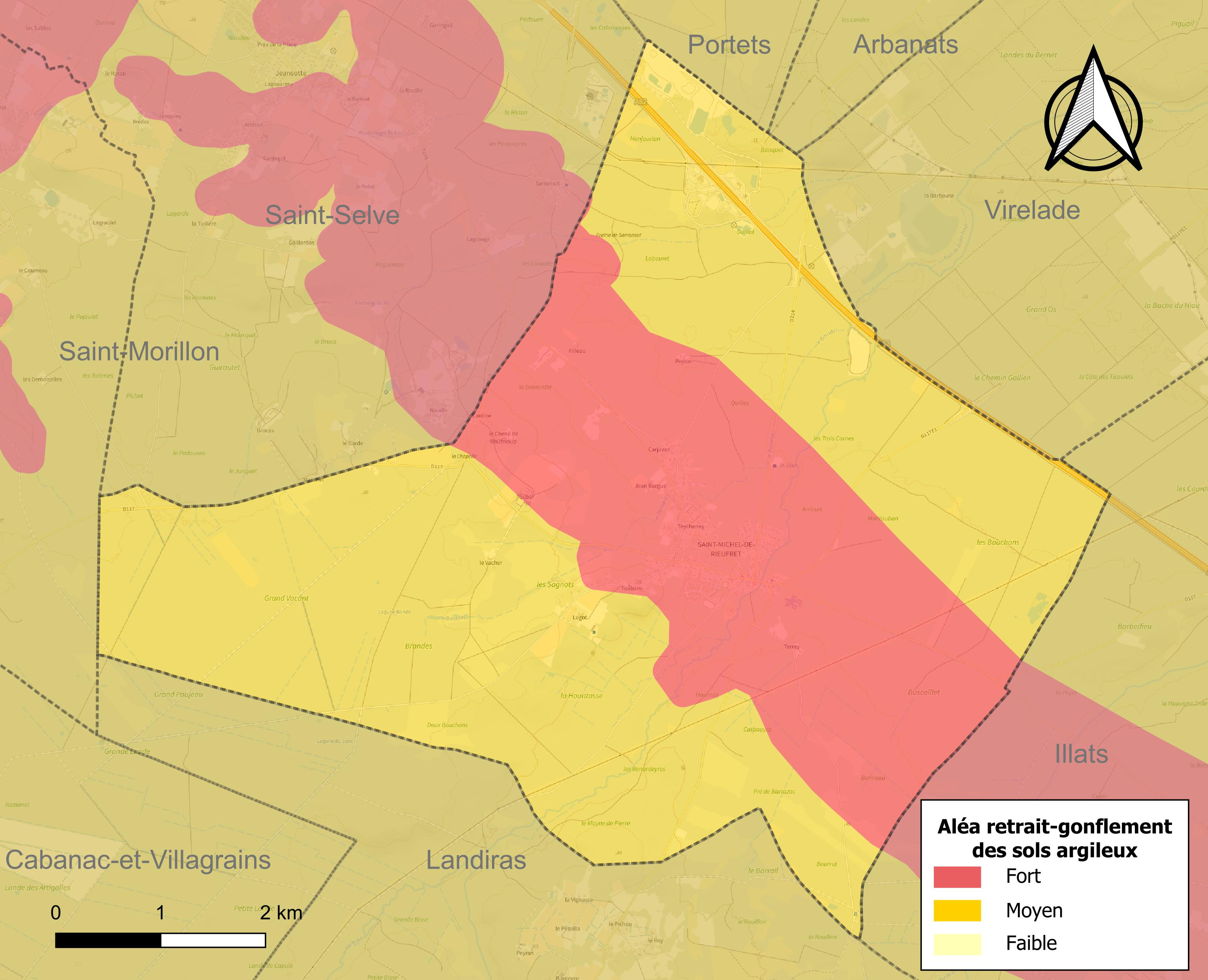
Carte des zones d'aléa retrait-gonflement des sols argileux de Saint-Michel-de-Rieufret.

Le retrait-gonflement des sols argileux est susceptible d'engendrer des dommages importants aux bâtiments en cas d’alternance de périodes de sécheresse et de pluie. La totalité de la commune est en aléa moyen ou fort (67,4 % au niveau départemental et 48,5 % au niveau national). Sur les 302 bâtiments dénombrés sur la commune en 2019, 302 sont en aléa moyen ou fort, soit 100 %, à comparer aux 84 % au niveau départemental et 54 % au niveau national. Une cartographie de l'exposition du territoire national au retrait gonflement des sols argileux est disponible sur le site du BRGM,.
La commune a été reconnue en état de catastrophe naturelle au titre des dommages causés par les inondations et coulées de boue survenues en 1982, 1998, 1999, 2009, 2020 et 2021, par la sécheresse en 2003 et par des mouvements de terrain en 1999.

## Histoire
La commune est reconnue dans les archives de l'archevêché depuis le XIe siècle sous le nom de Sancto Michaele de Rivo-Frigido.
Rien n'exclut que la commune soit habitée depuis bien avant le Moyen Âge. L'église serait bâtie sur les fondations d'une église mérovingienne. Symétriquement à l'église par rapport au ruisseau, la configuration surélevée du site (un tuc en gascon) pose l'hypothèse de l'implantation d'un camp pré-gallo-romain.
Sous l'empire romain, le territoire est inclus dans la Gaule aquitaine lors de la création des provinces romaines par Auguste en 27 av. J.-C..
L'église, bâtie ou rebâtie au XVIe siècle, fut le lieu d'un pèlerinage relativement important en comparaison à la taille du village, consacré à l'archange saint Michel et qui coïncidait avec la tenue d'une foire annuelle réputée dans la Grande Lande. Une fabrique a administré les dons des fidèles jusqu'à la moitié du XIXe siècle. Témoignent de ces pèlerinages prospères trois grandes nefs et trois retables de la fin du XVIIe siècle, dus à la générosité des Montferrand, barons puis marquis de Landiras, et barons de Langoiran. Plusieurs campagnes de restauration d'objets classés conservés dans l'église ont eu lieu depuis les années 2000 (petite statue de saint Michel, grande taille en bois de l'Immaculée Conception, petite statue en pierre de saint Roch, grande bannière de procession), À la fin du XIXe siècle, la famille de Joseph de Carayon Latour contribue à la rénovation du sanctuaire et fait décorer et meubler deux nouvelles chapelles de transept dédiées à l'Education de la Vierge et à saint Joseph qui reçoivent deux grandes peintures (Education de la Vierge et Sainte-Famille, dons de l'Etat).
La vie s'organise pendant des siècles autour du système agro-pastoral propre à cette grande zone humide avant de se couvrir de plantations de pin maritime. Une importante scierie était établie au milieu du XXe siècle. Saint-Michel-de-Rieufret appartient au pays de la Guyenne girondine. Pour l'état de la commune au XVIIIe siècle, voir l'ouvrage de Jacques Baurein.
À la Révolution, la paroisse Saint-Michel-de-Rieufret forme la commune de Saint-Michel-de-Rieufret et le territoire est inclus dans le canton de Podensac. Au XIXe siècle,la forêt des Landes est plantée, ici comme sur une grande partie des départements français des Landes et de la Gironde. Elle modifie durablement le paysage et les pratiques agricoles (forêt grandement monospécifique de pins maritimes).
La population a doublé en 20 ans, des années 1980 aux années 2000, amorçant une nouvelle évolution du bourg vers une dynamique périurbaine (fermeture du café / station service, puis ouverture d'un commerce multi-service comprenant un bar et une épicerie avec dépôt de pain ; augmentation du nombre de véhicules par ménage, agrandissement de l'école…). Dans les années 2000, le bourg est mis en valeur (enterrement des lignes électriques, requalification pavée autour de l'église, construction d'une salle des fêtes, aménagement d'un rond-point, nouvelle station d'épuration). L'école est à nouveau agrandie pour satisfaire l'arrivée de nouveaux habitants. Dans les années 2020 se poursuit l'aménagement de cheminements doux sécurisés (piétons, vélos) le long des départementales D115 et D117 qui traversent le village.

## Démographie
L'évolution du nombre d'habitants est connue à travers les recensements de la population effectués dans la commune depuis 1793. Pour les communes de moins de 10 000 habitants, une enquête de recensement portant sur toute la population est réalisée tous les cinq ans, les populations de référence des années intermédiaires étant quant à elles estimées par interpolation ou extrapolation. Pour la commune, le premier recensement exhaustif entrant dans le cadre du nouveau dispositif a été réalisé en 2008.

En 2022, la commune comptait 879 habitants, en évolution de +17,51 % par rapport à 2016 (Gironde : +6,91 %, France hors Mayotte : +2,11 %).
| 1793 | 1800 | 1806 | 1821 | 1831 | 1836 | 1841 | 1846 | 1851 |
| ---- | ---- | ---- | ---- | ---- | ---- | ---- | ---- | ---- |
| 204  | 158  | 166  | 214  | 180  | 228  | 229  | 229  | 221  |

| 1856 | 1861 | 1866 | 1872 | 1876 | 1881 | 1886 | 1891 | 1896 |
| ---- | ---- | ---- | ---- | ---- | ---- | ---- | ---- | ---- |
| 210  | 219  | 213  | 203  | 204  | 198  | 203  | 227  | 227  |

| 1901 | 1906 | 1911 | 1921 | 1926 | 1931 | 1936 | 1946 | 1954 |
| ---- | ---- | ---- | ---- | ---- | ---- | ---- | ---- | ---- |
| 237  | 247  | 230  | 198  | 155  | 160  | 144  | 166  | 148  |

| 1962 | 1968 | 1975 | 1982 | 1990 | 1999 | 2006 | 2008 | 2013 |
| ---- | ---- | ---- | ---- | ---- | ---- | ---- | ---- | ---- |
| 144  | 141  | 153  | 278  | 471  | 498  | 517  | 522  | 563  |

| 2018 | 2022 | - | - | - | - | - | - | - |
| ---- | ---- | - | - | - | - | - | - | - |
| 814  | 879  | - | - | - | - | - | - | - |

## Économie
L'économie locale est peu développée. Une épicerie / dépôt de pain permet un approvisionnement local. Divers artisans des secteurs secondaire et tertiaire (coiffeur, traiteur…) sont établis sur la commune. Le nord du territoire est occupé par des gravières desquelles sont extraits sables et graves. Avant la création de la Communauté de communes, la commune bénéficiait de recettes fiscales de deux aires de l'autoroute A 62 .

## Vie locale
La commune est équipée d'une école et d'une salle des fêtes. Elle propose à ses habitants un programme annuel de rencontres et de concerts et participe depuis 2015 au festival Festes baroques en terres de Graves et du Sauternais.
Elle est également dotée de quelques équipements sportifs (tennis, football, terrain de basket, terrain de pétanque). De nombreux chemins permettent la pratique de la randonnée pédestre ou cycliste.
Plusieurs associations (gymnastique volontaire, tennis, MJC, chasse, pétanque, troisième âge…) participent à la dynamisation de la communauté.
Le culte catholique est pratiqué à l'église.

## Culture locale et patrimoine

### Lieux et monuments
- L'église Saint-Michel, du XVIe siècle, est inscrite au titre des monuments historiques depuis 1925[29].

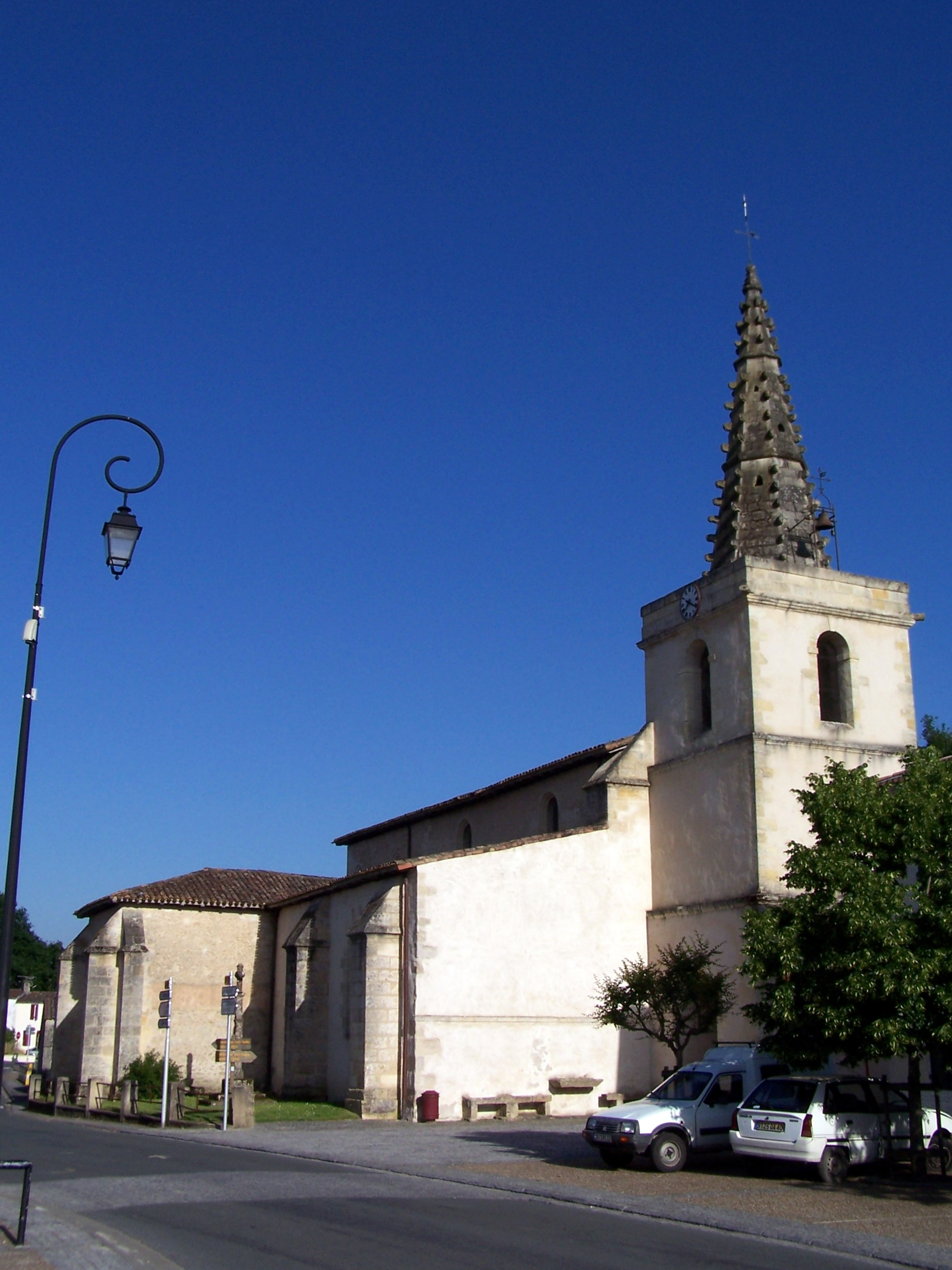
L'église Saint-Michel (juin 2013)
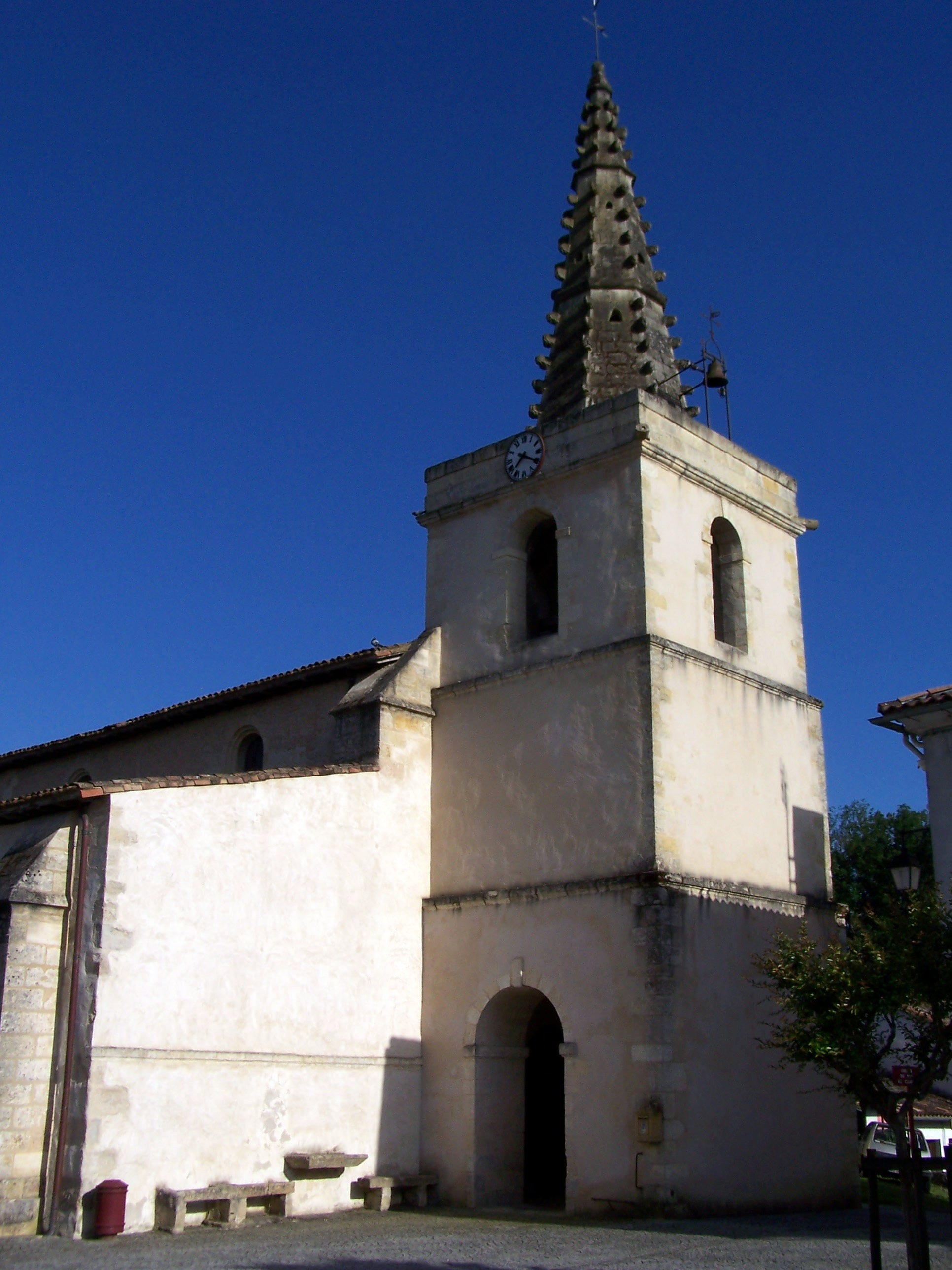
Sous le clocher, l'abri pour les pèlerins (juin 2013)
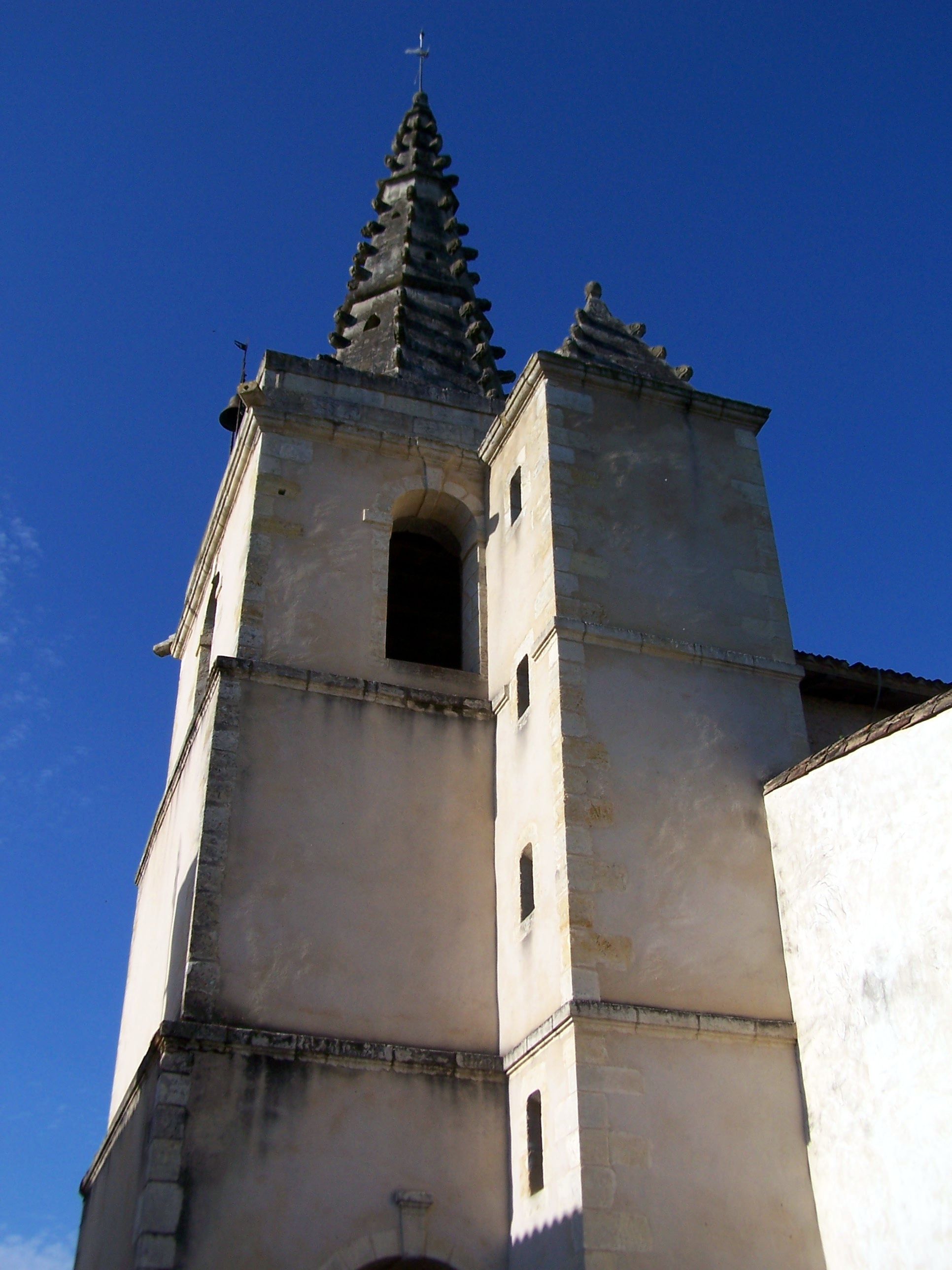
Le clocher et sa tour d'accès (juin 2013)
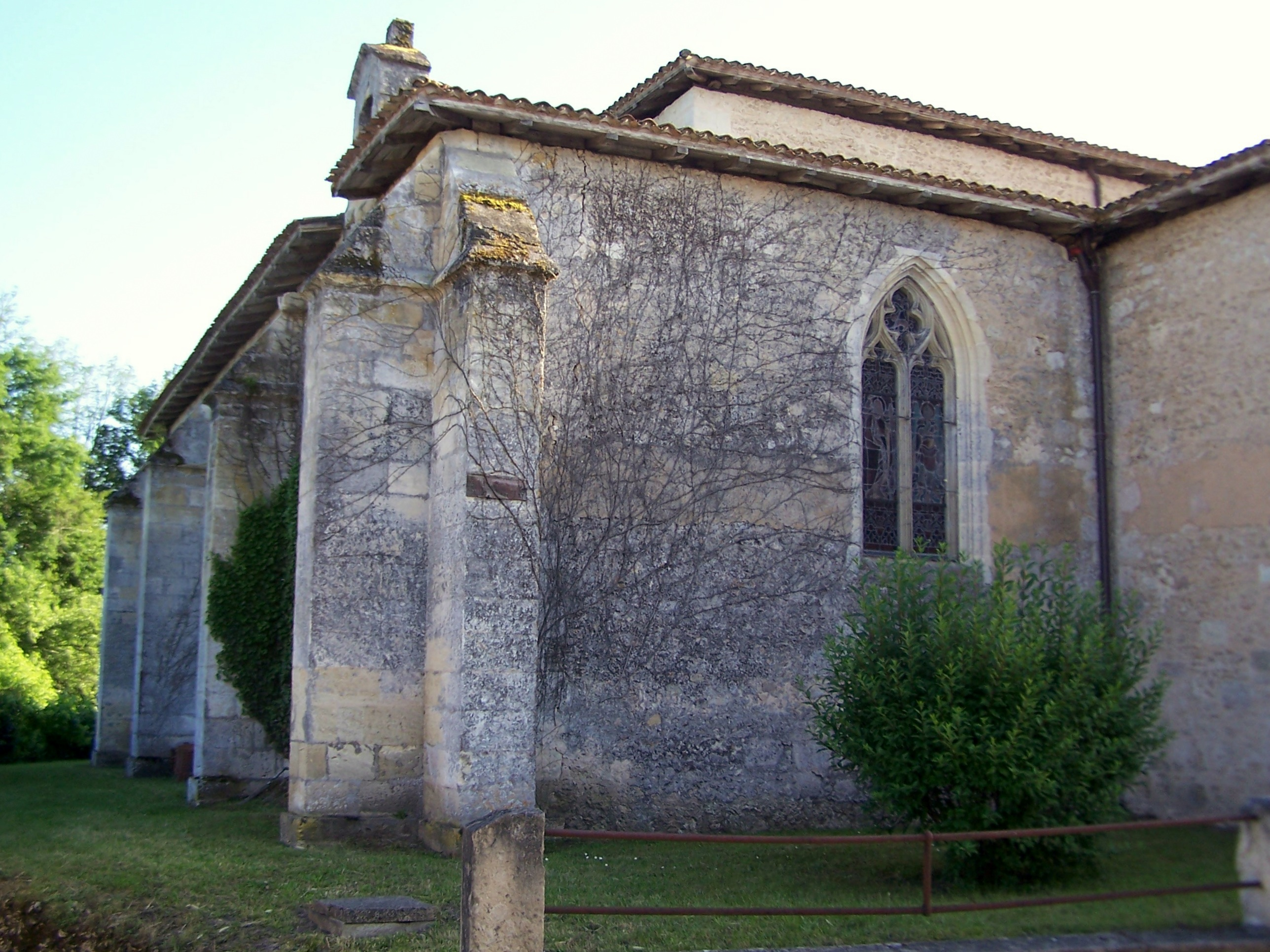
L'église est consolidée par d'imposants contreforts (juin 2013)
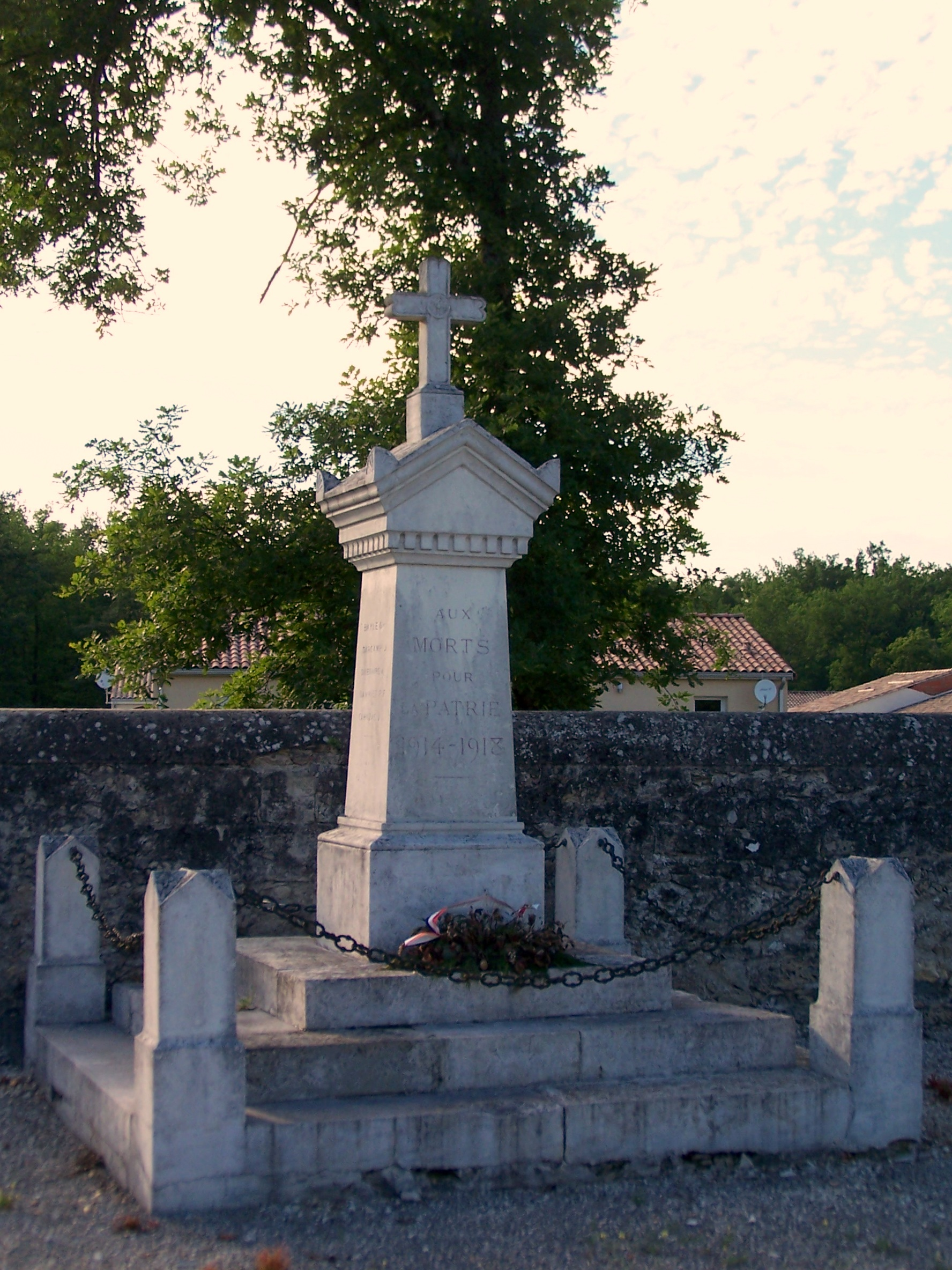
Le monument aux morts  (juin 2013)

### Personnalités liées à la commune
- Clément Janequin, auteur de chansons « profanes », précurseur du chant baroque, est curé bénéficiaire de la paroisse de 1526 à 1530, alors qu'il appartient au chapitre de la cathédrale de Bordeaux.

### Héraldique
| Blason de Saint-Michel-de-Rieufret | Blason  | D'argent à la croix de gueules chargée de cinq étoiles d'or et cantonnée en chef dextre d'une coquille de gueules. |
| Blason de Saint-Michel-de-Rieufret | Détails | Le blason reprend un quartier des armes de la famille de Montferrand, marquis de Landiras et ancien seigneur de la localité, représentées dans l'église, brisées d'une coquille pour rappeler les pèlerinages qui ont fait la renommée de ce village. Adopté le 29 juin 2022. |